# Rote Säule (Wallhornkamm)
Die Rote Säule oder Rote Saile ist ein 2820 m ü. A. (nach anderen Angaben 2879 Meter) hoher Berg im Wallhornkamm in der Venedigergruppe. Der Gipfel ist von Prägraten aus über die Sajathütte und von dort aus über einen nur wenig ausgesetzten Normalanstieg über den Saukopf oder über einen Klettersteig mit zwei Einstiegsvarianten zu erreichen. Auch in umgekehrter Richtung kann die Rote Säule über die Kreuzspitze und den Schernerskopf von der Eisseehütte im Timmeltal über Zopetscharte und Tulpspitze bestiegen werden. Südlich ist der Obere Saukopf vorgelagert.